# Municipio de Ohio Grove
El municipio de Ohio Grove (en inglés: Ohio Grove Township) es un municipio ubicado en el condado de Mercer en el estado estadounidense de Illinois. En el año 2010 tenía una población de 279 habitantes y una densidad poblacional de 2,93 personas por km².

## Geografía
El municipio de Ohio Grove se encuentra ubicado en las coordenadas 41°6′43″N 90°43′32″O / 41.11194, -90.72556. Según la Oficina del Censo de los Estados Unidos, el municipio tiene una superficie total de 95.33 km², de la cual 95,33 km² corresponden a tierra firme y (0 %) 0 km² es agua.

## Demografía
Según el censo de 2010, había 279 personas residiendo en el municipio de Ohio Grove. La densidad de población era de 2,93 hab./km². De los 279 habitantes, el municipio de Ohio Grove estaba compuesto por el 95,7 % blancos, el 0,36 % eran afroamericanos, el 1,43 % eran de otras razas y el 2,51 % eran de una mezcla de razas. Del total de la población el 2,51 % eran hispanos o latinos de cualquier raza.